# Hakham Bashi
Hakham Bashi (in turco ottomano حاخامباشی, in turco Hahambaşı) è il titolo in lingua turca dato al rabbino capo della comunità ebraica nell'Impero ottomano. Ai tempi degli ottomani era usato anche come titolo di una particolare regione dell'Impero come Siria o Iraq, anche se l'Hakham Bashi di Costantinopoli era considerato il capo degli ebrei di tutto l'Impero.

## Storia

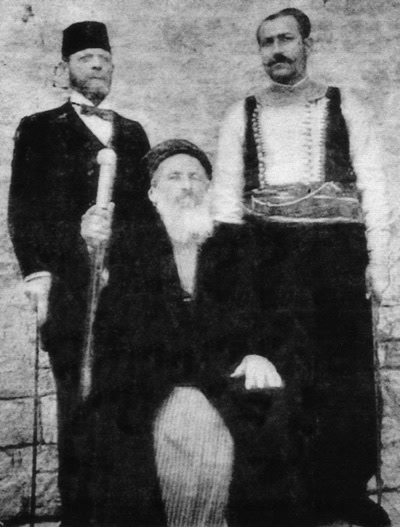
Il rabbino capo Jacob Saul Dwek, Hakham Bashi di Aleppo, Siria, 1908.

L'istituzione del titolo Hakham Bashi risale al sultano ottomano Mehmet II, come parte della sua politica di governare i suoi sudditi, estremamente diversificati, secondo le loro leggi e religioni, ove possibile. La religione era considerata come aspetto principale di significato di nazione nel quale una comunità si identifica, per cui il termine etnarca venne applicato a tali capi religiosi, in particolare al Patriarca di Costantinopoli della chiesa greco-ortodossa (vale a dire nella capitale imperiale del sultano, ribattezzata Istanbul nel 1930 e sostituita da Ankara come capitale repubblicana nel 1923). Visto che l'Islam era la religione ufficiale sia della corte che dello stato, il Gran Mufti a Istanbul aveva uno status molto più elevato, anche nel governo dell'Impero.
A causa delle dimensioni e della natura dello stato ottomano, contenente una parte preponderante della diaspora ebraica rispetto a qualsiasi altra nazione, la posizione di Hakham Bashi venne paragonata a quella dell'esilarca ebreo.
Nell'impero ottomano, l'Hakham Bashi era considerato la maggiore autorità religiosa su tutti gli ebrei dell Medio Oriente secondo l'accezione che diamo al termine ai giorni nostri. Egli deteneva ampi poteri di legiferare, giudicare e applicare le leggi tra gli ebrei nell'impero ottomano e spesso sedeva con il sultano nel diwan.
Il titolo mantenne considerevole influenza, anche fuori dall'Impero ottomano, specialmente a seguito della migrazione forzata di comunità ebraiche dalla Spagna e dall'Italia (a seguito della caduta di Granada del 1492). 
L'attuale rabbino capo, della Repubblica di Turchia è ancora noto come Hahambaşı.

## Lista dei Rabbino capo turchi

### Rabbino capo dell'Impero Ottomano (Hahambaşı)
| Eli Capsali                   | 1452–1454 |
| Moses Capsali                 | 1454–1495 |
| Elijah Mizrachi               | 1497–1526 |
| Mordechai Komitano            | 1526–1542 |
| Tam ibn Yahya                 | 1542–1543 |
| Eliyyah Benjamin ha-Levi      | 1543      |
| Eliyyah ben Ḥayyim            | 1543–1602 |
| Yeḥiel Bassan                 | 1602–1625 |
| Joseph Miṭrani                | 1625–1639 |
| Yomṭov Ben Yaʿesh             | 1639–1642 |
| Yomṭov ben Ḥananiah Ben Yaqar | 1642–1677 |
| Ḥayyim Qamḥi                  | 1677–1715 |
| Judah Ben Rey                 | 1715–1717 |
| Samuel Levi                   | 1717–1720 |
| Abraham ben Ḥayyim Rosanes    | 1720–1745 |
| Solomon Ḥayyim Alfandari      | 1745–1762 |
| Meir Ishaki                   | 1762–1780 |
| Elijah Palombo                | 1780–1800 |
| Ḥayyim Jacob Benyakar         | 1800–1835 |
| Abraham ha-Levi               | 1835–1836 |
| Samuel ben Moses Ḥayyim       | 1836–1837 |
| Moses Fresco                  | 1839–1841 |
| Jacob Behar David             | 1841–1854 |
| Ḥayyim ha-Kohen               | 1854–1860 |
| Jacob (or Yakup) Avigdor      | 1860–1863 |
| Yakir Geron                   | 1863–1872 |
| Moses Levi                    | 1872–1908 |
| Haim Nahum Effendi            | 1908–1920 |
| Shabbetai Levi                | 1918–1919 |
| Ishak Ariel                   | 1919–1920 |

### Rabbino Capo della Palestina
| Makhlouf Eldaoudi | 1889–1909 |

### Rabbino Capo della Repubblica Turca (Hahambaşı)
| Haim Moşe Becerano | 1920–1931 |
| Haim Ishak Saki    | 1931–1940 |
| Rafael David Saban | 1940–1960 |
| David Asseo        | 1961–2002 |
| Ishak Haleva       | 2002–     |